# 恵林寺

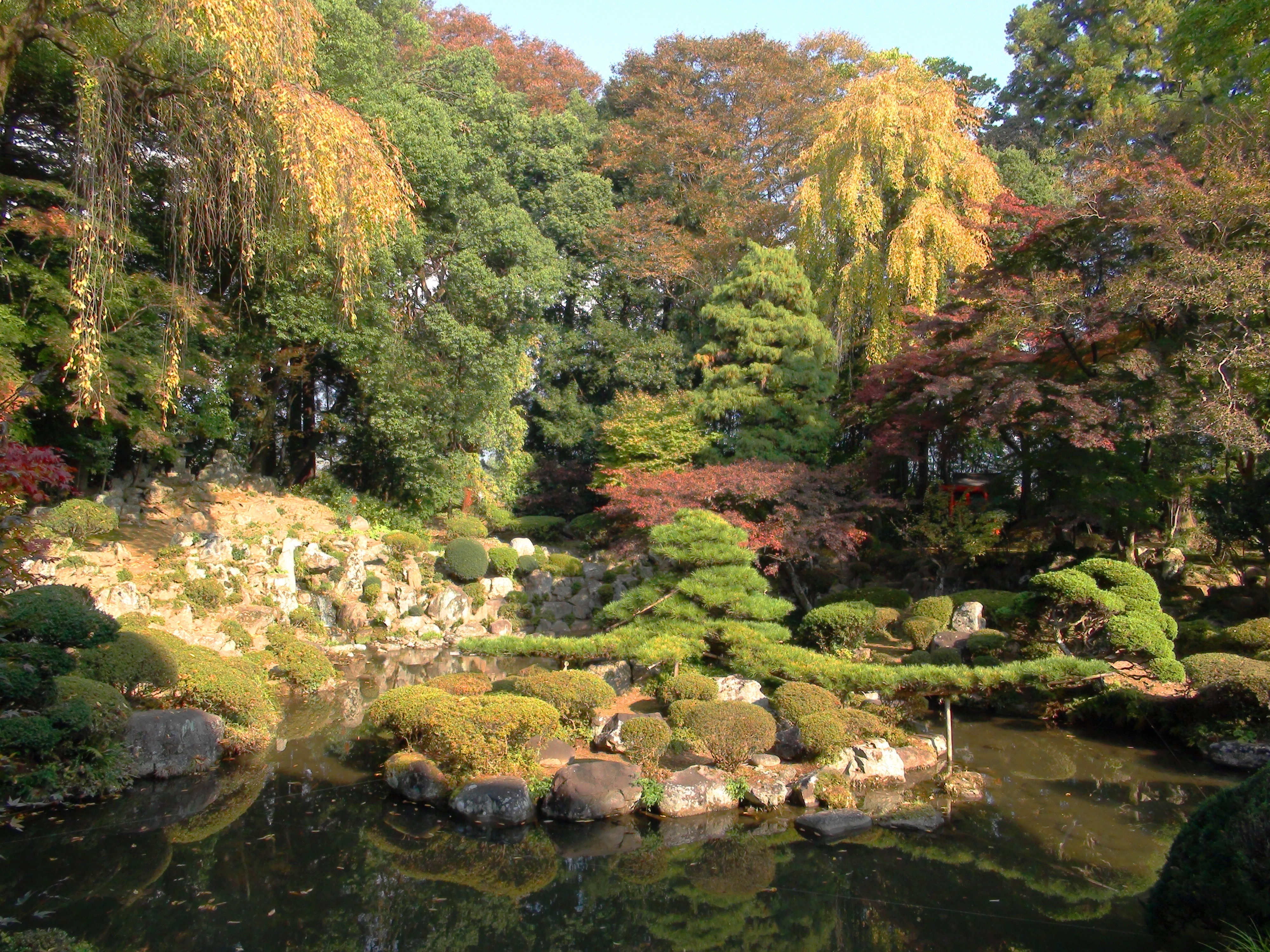
庭園（国の名勝）

恵林寺（えりんじ）は、山梨県甲州市塩山小屋敷にある寺院。山号は乾徳山（けんとくさん）。臨済宗妙心寺派に属する寺院である。甲斐武田氏の菩提寺として知られる。

## 恵林寺の歴史

### 恵林寺の創建
鎌倉時代の元徳2年（1330年）に、甲斐国の守護職であった二階堂貞藤（道蘊）が笛吹川上流の所領牧荘を寄進し、五山派の夢窓疎石を招き開山。二階堂氏邸を禅院としたのが始まりとされる。もとは円覚寺派に属し、関東準十刹の寺格を有していた。
恵林寺は甲斐における臨済宗の中心となり、古先印元、青山慈永、龍湫周沢や絶海中津らが勅命を奉じて輪番住持となる。後には足利義満により鎌倉禅林十刹に準ずる寺格を与えられた。応仁の乱で荒廃するが、甲斐武田氏の菩提寺に定められて復興し、京都から高僧が招かれる。

### 戦国時代の恵林寺

#### 甲斐武田氏と恵林寺
戦国時代に恵林寺は武田晴信（信玄）により再興される。天文10年（1541年）には臨済宗妙心寺派の明叔慶浚（みんしゅくけいしゅん）が28世として招かれる。明叔慶浚は飛騨国の国司・姉小路氏の被官である三木直頼の義兄で、美濃大圓寺（岐阜県恵那市岩村町）の住職であった。明叔慶浚は景堂玄訥の法嗣で、晴信に招かれるまで駿河国の今川義元に招かれ駿府の臨済寺（静岡県静岡市）住職として駿河に滞在していた。明叔慶浚は天文16年（1547年）に武田領国となった信濃伊那郡の那恵寺に招かれるが、飛騨へ戻ると禅昌寺（岐阜県下呂市）を再興した。
天文13年（1544年）には第29世として鳳栖玄梁（ほうせいげんりょう）が入寺し、開山派の僧として初の住職となった。鳳栖玄梁は岐秀元伯（ぎしゅうげんぱく、甲府長禅寺住職）・希菴玄密（きあんげんみつ）の法兄で、天文15年（1546年）には積翠寺（甲府市上積翠寺町）における晴信主催の連句会にも出席している。
『葛藤集』によれば、永禄6年（1563年）には、明叔慶浚と同様に美濃大圓寺の住職であった希菴玄密が恵林寺と継続院両寺の住職として招かれる。希菴玄密はこれに応じるが、恵林寺に入寺するとすぐに弟子の快川紹喜に住職を譲り、大円寺へ戻った。希菴玄密の甲斐における足跡では、同年5月には大井夫人13回忌の香語を読んでおり、永禄10年（1567年）には武田家御一門衆の穴山信君の求めに応じ、信君の父である穴山信友の肖像に讃文を寄せている。
永禄7年（1564年）には武田氏により寺領が寄進された。永禄7年（1564年）11月に美濃崇福寺から快川紹喜が招かれる。快川紹喜は美濃土岐氏の一族で、臨済宗妙心寺派・開山派の仁岫宗寿の弟子。快川紹喜は天文22年（1553年）にも恵林寺へ入山し、天文24年（1555年）5月7日には信玄の母・大井夫人の年忌を務めており、この翌年に美濃へ戻り崇福寺住職となっていた。
快川紹喜は恵林寺住職となると、恵林寺を信玄の菩提寺と定めているほか、美濃斎藤氏と武田氏との外交関係にも携わっている。『武家事紀』によれば、天正3年（1575年）4月には武田勝頼が喪主となり信玄の三年秘喪明りの葬儀が行われ、快川紹喜は導師を務める。七回忌法要の際には香語「天正玄公仏事法語」を読んでいる。快川紹喜は勝頼の代にも政務顧問的な役割を果たしている。

#### 武田氏滅亡と恵林寺
天正10年（1582年）3月、織田・徳川連合軍の武田領侵攻（甲州征伐）により武田氏は滅亡する。武田氏滅亡後、織田氏は恵林寺に逃げ込んだ佐々木次郎（六角義定）の引渡しを要請するが、寺側が拒否したため織田信忠の派遣した津田元嘉・長谷川与次・関成重・赤座永兼らによって恵林寺は焼き討ちにあった。この際、快川紹喜が燃え盛る三門の上で「安禅必ずしも山水を須いず、心頭を滅却すれば火も自ら涼し」と、『碧巌録』第四十三則の偈を発して快川紹喜は火定したといわれる。後代には快川の遺偈（ゆいげ）として広く知られ、再建・改築された三門の両側にも、この偈が扁額として掲げられている。一方で、これは『甲乱記』では快川と問答した長禅寺僧高山と問答した際に高山が発した言葉で同時代の記録においては見られず、近世には臨済宗の編纂物において快川の遺偈として紹介されており、佐藤八郎は快川の遺偈でなく後世の脚色である可能性を指摘している。
同年6月には本能寺の変により信長が討たれ、甲斐・信濃の武田遺領を巡る天正壬午の乱を経て三河国の徳川家康が甲斐を領する。武田遺臣を庇護した家康は織田氏による焼き討ちを逃れ、那須の雲巌寺に遁れ潜んでいた末宗瑞曷（まっしゅうずいかつ）を招き、恵林寺を再建した。

#### 恵林寺の門前市
恵林寺周辺は秩父往還・金山道が交差する交通・流通の要衝地で、金峰山へ向かう参詣客も多く、このため古くから市場が存在していた。永禄6年（1563年）の『恵林寺領御検地日記』『恵林寺領米穀并諸納物日記』によれば、恵林寺の寺領には「三日市場」「九日市場」のふたつの市場が存在しており、定期市として開かれていた。
三日市場は恵林寺が所在する塩山小屋敷南に塩山三日市場の町名として残されている。「九日市場」については寺領内のいずれかに存在していたと見られているが、地名・伝承いずれも見られず正確な所在地は不明。双方とも戦国時代に門前市として、恵林寺創建年代の鎌倉時代末期から室町時代初期には成立していたと考えられている。「三日市場」に関しては明応8年（1499年）時の存在が確認される。
『御検地日記』『諸納物日記』によれば三日市場は軒数26間半で、恵林寺に「公事」を納入する公事屋敷が14間であったという。九日市場は軒数21間半で、公事屋敷が16間と記している。「公事」は恵林寺の年中行事や仏事、月ごと・季節ごとに納入される公事物を指し、門前市の住民に納入が義務付けられ、恵林寺の寺院経済を支えていた。市場には武田氏によって設けられた「陣屋」「御蔵」があり、年貢・公事物などが納入され、市場において銭貨と交換され、武田家の財政を支えていた。この点は徳川氏時代にも引き継がれており、塩山三日市場に所在する十組屋敷は武田家の陣屋であったという。
門前市の住民（「名請人」）は三日市場と九日市場で共通する人物がおり、恵林寺の経営に深く関わる僧であると考えられている。また、武田氏の下級家臣となっている禰宜やその一族も見られる。その他の百姓も惣百姓と呼ばれる有力農民で構成されており、専業の商職人ではなく地侍・有力農民が商業に携わっている事例が多いことが甲斐国の特徴であることが指摘される。
門前市の住民は借家人であり、別に屋敷を貸し与える家持層がいたと考えられている。両市場とも定期市であることから、住民は普段は農業等に従事し、市日には屋敷地において商業を行っていたと見られている。

### 江戸時代の恵林寺

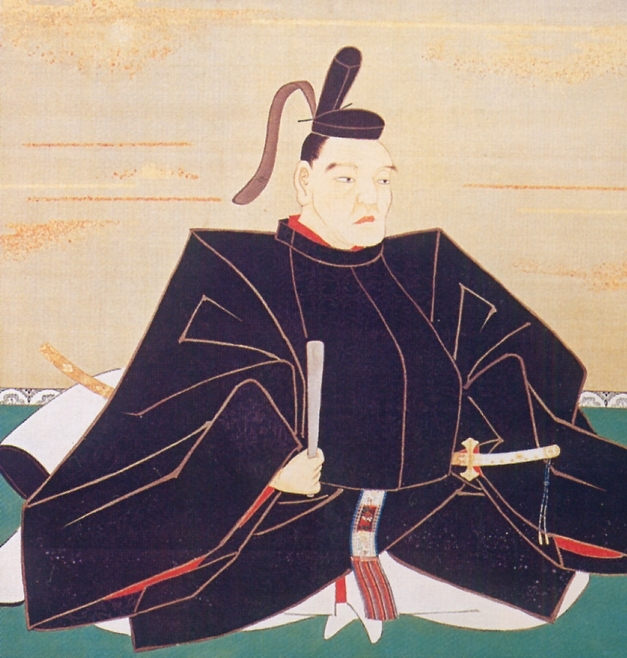
柳沢吉保（一蓮寺像）

江戸時代の寛文12年（1672年）は武田信玄百回忌に際して恵林寺で法要が実施され、武田遺臣の子孫である曲淵吉貸・三枝守俊らが主導して武田家ゆかりの旗本や諸大名家の家臣・浪人らから奉加を集め信玄供養塔が造立された。この際に作成された『恵林寺奉加帳』には上野国館林藩家臣に柳沢安忠（形部左衛門）とその子息である弥太郎（吉保）の名が見られる。
柳沢吉保の主君である館林藩主・徳川綱吉は徳川将軍家を継承し、吉保は綱吉の「側用人」となる。さらに宝永元年（1704年）に吉保は甲府藩主となる。吉保は武田信玄を崇拝し、柳沢氏系図では柳沢家の祖を武田家に連なる一族として位置づけている。宝永2年（1705年）4月12日に吉保は恵林寺において信玄の百三十三回忌の法要を実施し、伝信玄佩刀の太刀銘来国長を奉納し自らが信玄の後継者であることを強調している。
また、吉保は同年に柳沢家の系譜を記した「甲斐少将松平吉保家世次第」と恵林寺へ奉納した和歌「法性院殿百三十三回忌詠歌」を作製している。「甲斐少将松平吉保家世次第」では、柳沢家が甲斐源氏の始祖である源義清・清光から一条信経・時信の甲斐一条氏、さらに時信の子・時光からはじまる青木氏を経て柳沢氏に至る系譜を強調している。
「法性院殿百三十三回忌詠歌」は吉保が信玄の百三十三回忌の法要の際に奉納した和歌を記したもので、吉保が詠んだ「百あまりみそしみとせの夢の山かひありていまとふもうれしき」の歌が記されている。これは、吉保が武田家に関わる歌枕である夢山（山梨県甲府市の愛宕山）の地に133年の歳月を経て訪問がかなったことを感激する内容であるとされる。
さらに、吉保は一蓮寺など甲斐国内の寺院に自身の肖像画を奉納しており、宝永7年（1710年）には黄檗宗の僧・悦峯道章（えっぽうどうしょう）を招き現在の甲府市岩窪町に永慶寺を創建している。永慶寺と恵林寺には法量・像容がほぼ同一な彫像としての柳沢吉保座像を奉納している。吉保は正徳4年（1714年）に死去し永慶寺に埋葬されたが、享保9年（1724年）に柳沢氏が大和郡山藩へ転封された際に永慶寺も大和へ移転され、吉保は恵林寺内に改葬された。吉保の子・吉里も自ら手がけた武田信玄像を恵林寺へ奉納している。
恵林寺に伝わる史料として、検地帳簿である『恵林寺領検地帳』が残されている。

### 近現代の恵林寺

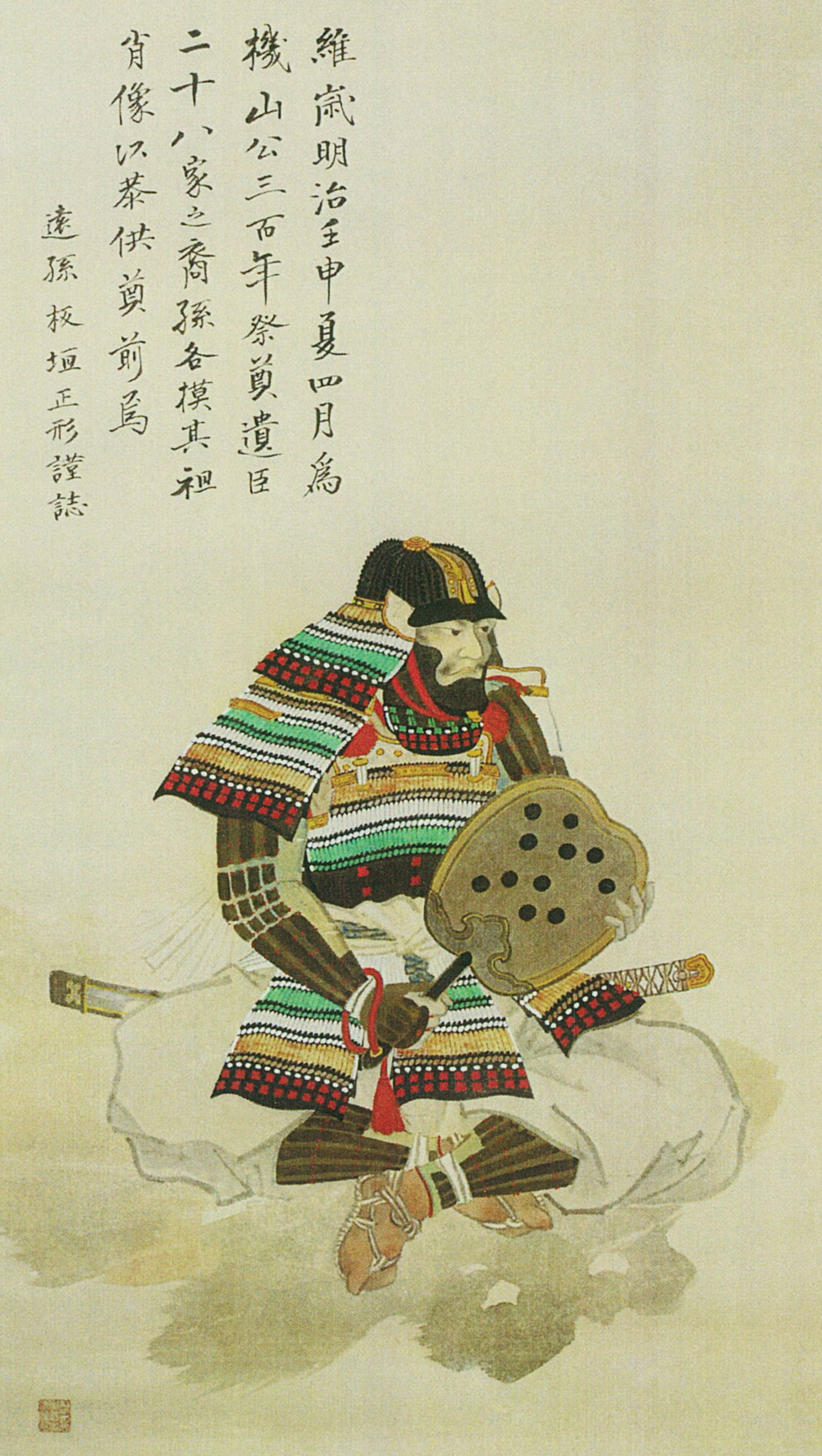
板垣駿河守信方肖像・恵林寺蔵
（松本楓湖画、板垣退助揮毫）

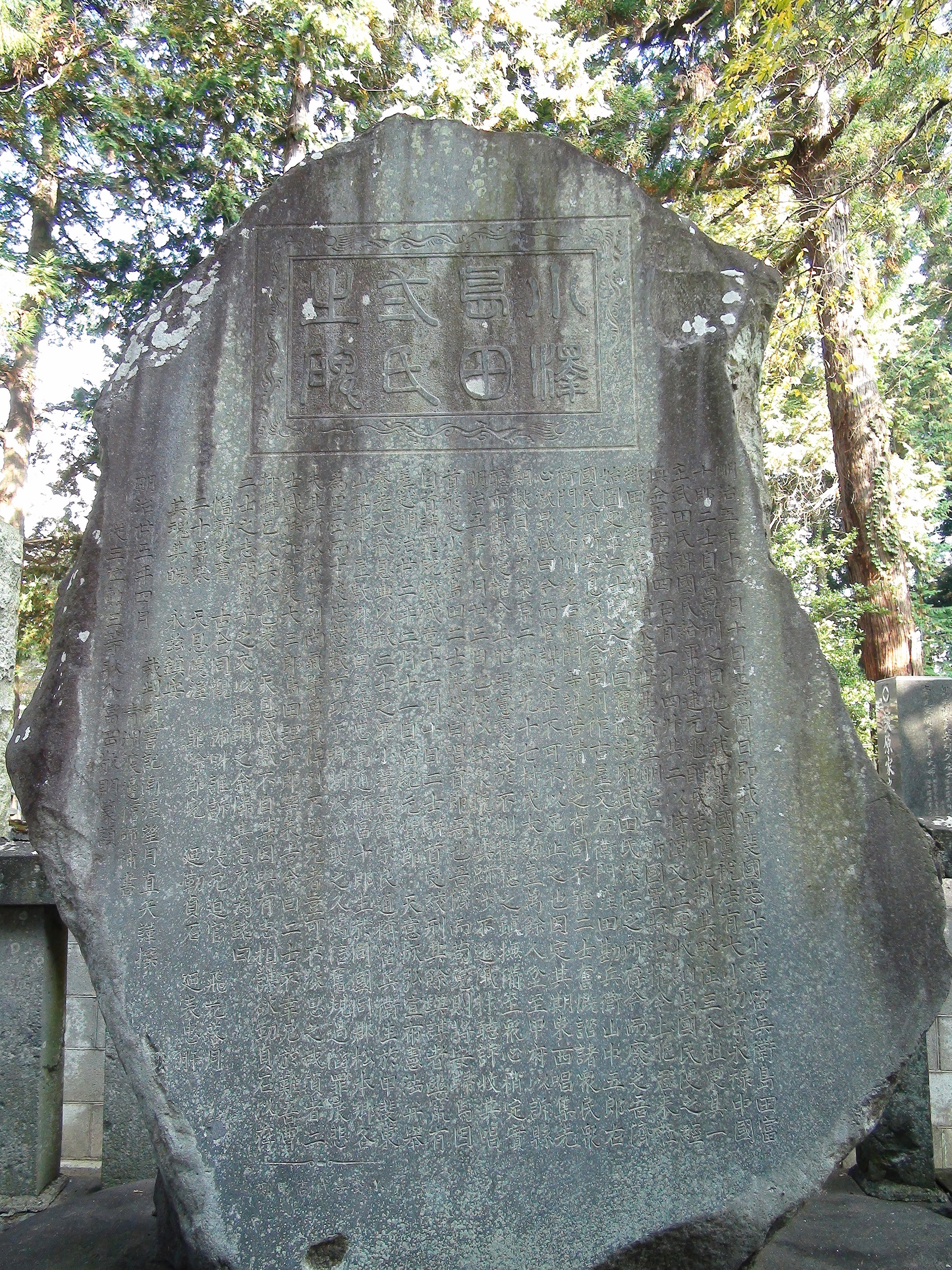
境内にある大小切騒動殉難碑

明治5年4月12日（1872年5月18日）武田信玄公三百回忌の斎行にあたり、その前年の明治4年（1871年）、山梨郡中萩原村（甲州市塩山中萩原）出身の幕臣・真下晩菘が松本楓湖筆の「武田二十四将図」を奉納している。
三百回忌斎行の年となる明治5年（1872年）、明治政府による地租改正に際して、江戸時代以来の甲州三法のひとつである大小切税法を廃止する案が浮上し、これに対して甲府盆地の旧田安家領の村々を中心に反対運動が発生した（大小切騒動）。
山梨県令の土肥謙蔵は当初一揆勢に対する融和路線を取っていたが、後に陸軍から派遣された兵が到着すると一転して果断な処置を行い、この時に土肥は一揆勢の村役人を恵林寺に集結させ、一度与えた黒印状を没収した。騒動はこれにより収束するが、土肥は免官により辞職し、藤村紫朗が新県令として後任として着任すると、藤村県政を展開した。
1905年（明治38年）には火災に見舞われて壮大な堂宇の大半を焼失。その後再建され現在に至る。

## 伽藍

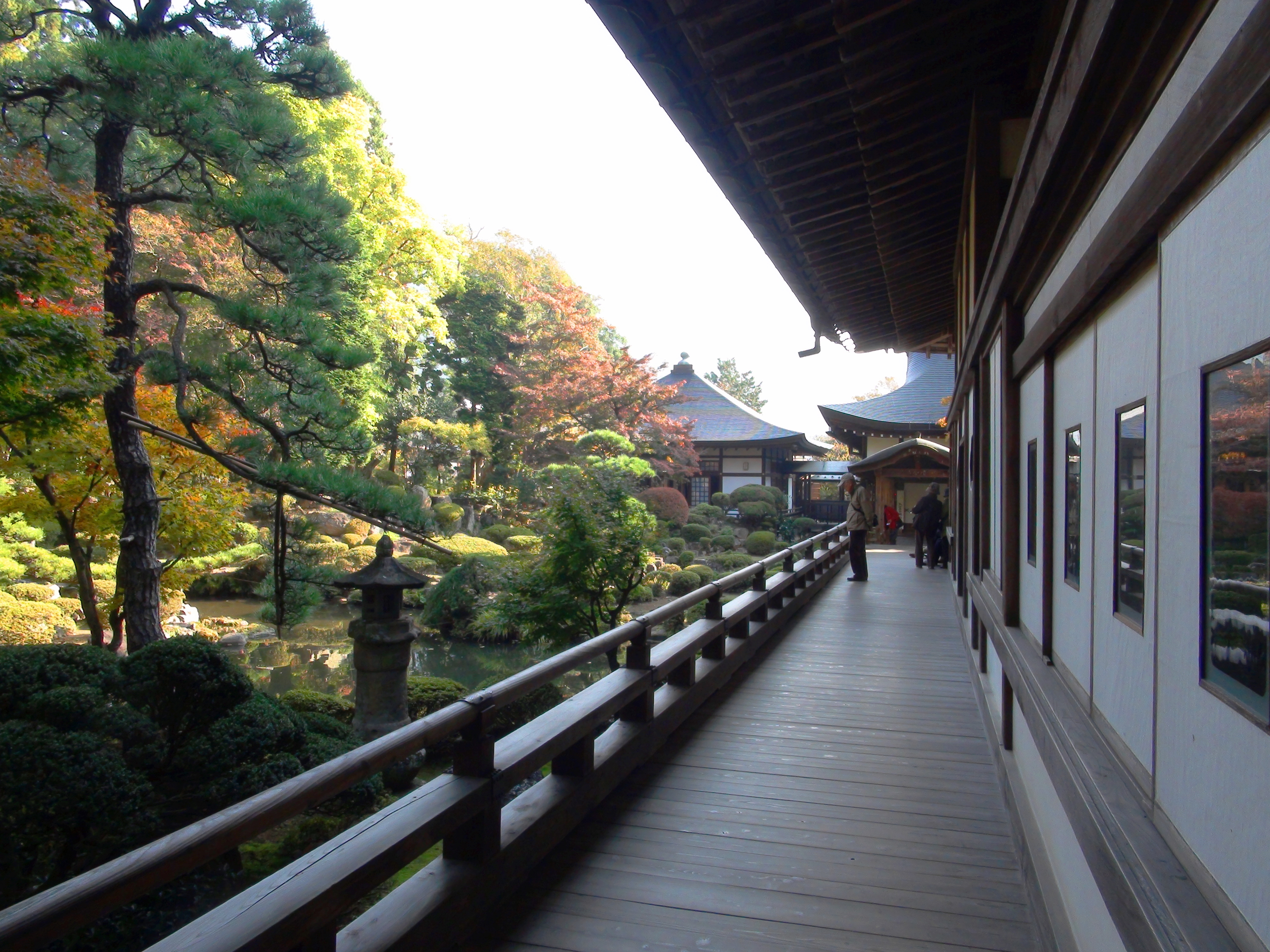
本堂から望む庭園

1905年（明治38年）の出火で焼失した後、再建したものもあるが（方丈・庫裡）、桃山様式の四脚門（国の重要文化財）や夢窓作といわれる庭園（国指定の名勝）がある。
- 本堂
- 明王殿
- 庫裡
- 開山堂
- 柳沢廟
- 佛舎利宝塔（三重塔）

## 文化財

### 重要文化財（国指定）
- 恵林寺四脚門 明治40年8月28日指定
- 太刀 銘来国長 大正4年3月26日指定

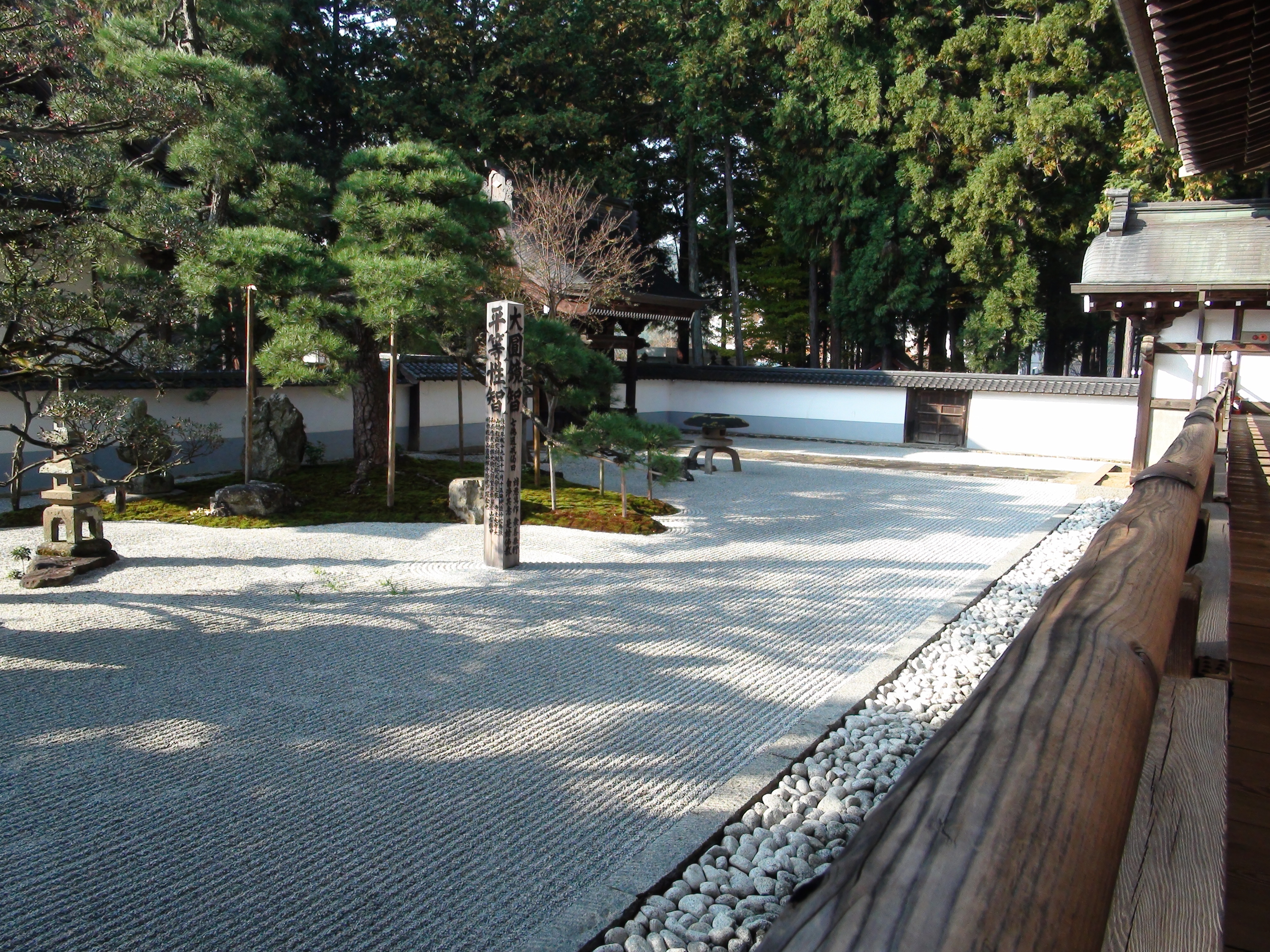
石庭

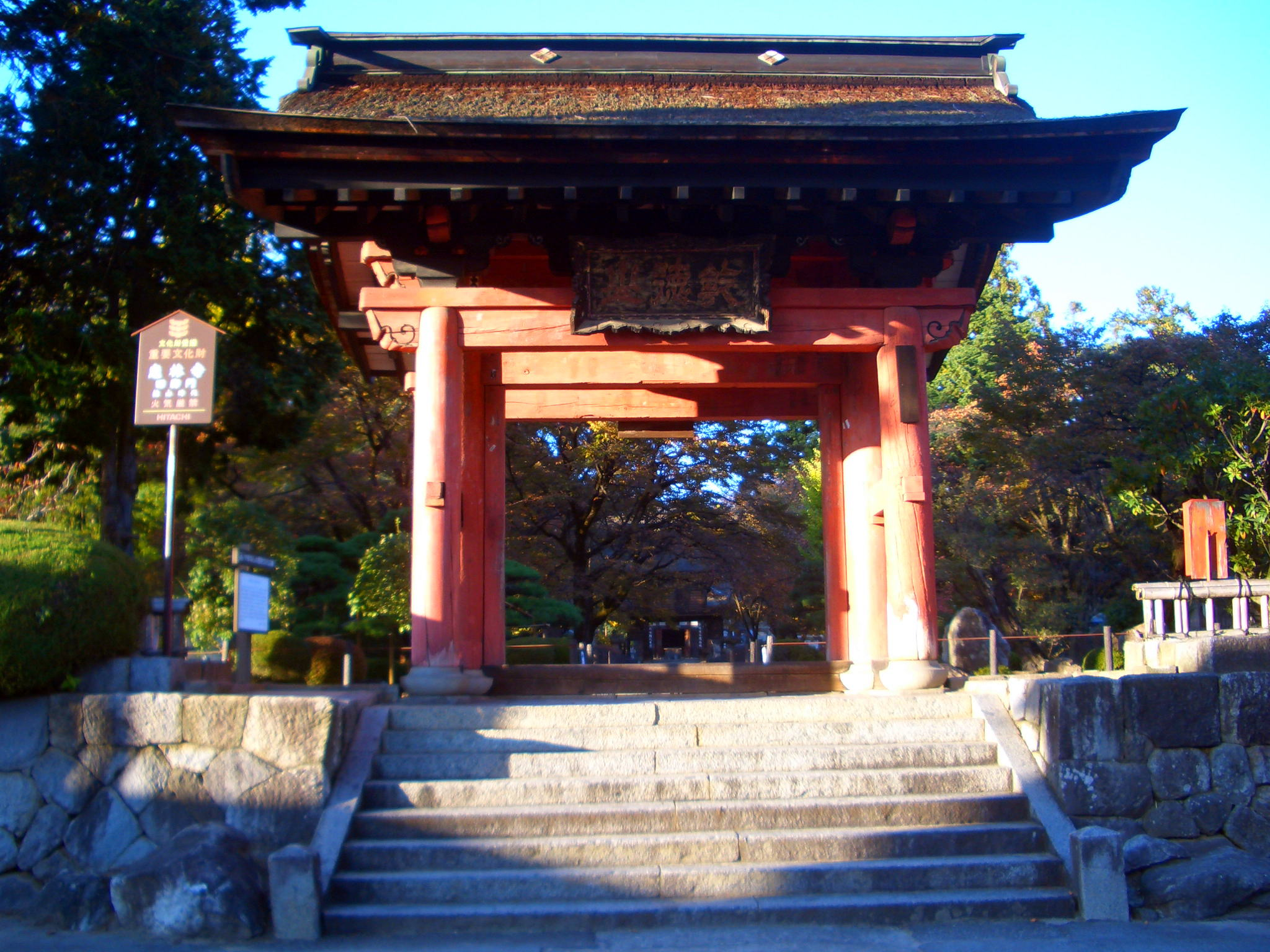
四脚門（重要文化財）

- 短刀 銘備州長船倫光 応安二年八月日 大正4年3月26日指定
南北朝時代・応安2年（1369年）銘の短刀[17]。刃長27.4センチ、反り0.1センチ[17]。備前国の刀工・長船倫光（おさふねともみつ）の作[17]。表裏に菖蒲樋（しょうぶひ）を彫り、指表（さしおもて）に倶利伽羅龍、指裏に梵字の彫物がある。銘は表に「備州長船倫光」、裏に「応安二年八月日」と切る[17]。
柳沢吉保（永慶寺殿）と正室・定子（真光院殿）の生前の愛用品の目録である享保9年（1724年）の「永慶寺殿・真光院殿道具覚帳」（恵林寺所蔵）では、本刀は吉保生前の愛用品であったことが記されている[17]。『道具覚帳』では付属品として白鮫の柄・黒漆塗の鞘・白練の袋も記載されているが、これらの付属品は伝存していない[17]。

### 山梨県指定有形文化財
- 恵林寺三門 昭和60年3月19日指定
- 木造夢窓国師坐像 昭和35年11月7日指定
- 不動明王及二童子版木 昭和58年12月26日指定
- 恵林寺文書 5点 昭和33年6月19日指定
- 和漢朗詠集 昭和38年9月9日指定
- 紙本著色渡唐天神図 昭和40年8月19日指定 - 快川紹喜賛
- 孫子の旗 昭和55年9月18日指定
- 諏訪神号旗 昭和55年9月18日指定
- 柳澤吉保・定子関係資料一括 平成7年4月26日指定

### 甲州市指定文化財
- 恵林寺開山堂 平成8年2月8日指定
- 恵林寺文書 8点 昭和49年8月30日指定
- 紙本墨画蘆葉達磨像図 昭和51年2月25日指定
- 絹本著色夢窓国師像 昭和52年4月5日指定 - 室町時代
- 絹本著色快川紹喜像 昭和52年4月5日指定 - 自賛、天正6年（1578年）
- 末宗瑞曷像および南化玄興墨跡 道号「末宗」 昭和52年4月5日指定 - 頂相は江戸時代（17世紀）、道号は桃山時代 （16世紀）
- 絹本著色武田信玄像 昭和52年4月5日指定 - 柳沢吉里筆、享保8年（1723年）
- 紙本著色武田信玄像 昭和52年4月5日指定 - 佐々木文山賛、狩野洞元邦信筆、17-18世紀
- 絹本著色隻履達磨図  平成8年8月8日指定
江戸時代（17世紀から18世紀）の隻履達磨図（せきりだるまず）[18]。狩野探雪の筆[18]。絹本墨画淡彩[18]。寸法は縦132.6センチメートル、横64.9センチメートル[18]。画面右下に落款「探雪図」と印「探行印信」がある。箱書によれば、常陸国土浦藩主・土屋政直（相模守）により寄進されたものであるという。政直は武田氏家臣・土屋昌恒の子孫で、大阪城代・京都所司代を経て老中首座となる[18]。政直の三男・定直は吉保の女婿となっている。本像は政直が吉保を追福した像であると考えられている[18]。なお、定直は兄の早世により土屋家嫡子となるが、宝永2年（1705年）に柳沢家との婚姻が成立しないまま若年で死去している[18]。
- 絹本著色羅漢図 平成8年8月8日指定 - 柳沢淇園筆
- 紙本墨画山水図 平成8年8月8日指定 - 双幅、曾我蕭白筆、安永6年（1777年）
- 柳沢吉保坐像（解説は下記）

ほか多数

### 名勝（国指定）
- 庭園 昭和19年6月26日指定[19]

### 木造柳沢吉保坐像
江戸時代（18世紀）に制作された柳沢吉保の寿像。木造・玉眼・彩色。像高は85.0センチメートル。像内幹部前面材上方の墨書によれば、宝永7年（1710年）11月、吉保53歳の姿を写で、仏師・大下浄慶の作とされる。太刀（銘山城守国重）が付属する。
山梨県甲府市太田町の一蓮寺や韮崎市清哲町青木の常光寺、奈良県大和郡山市の永慶寺（旧地は甲府市岩窪町）には吉保が元禄15年（1702年）に描かせた柳沢吉保画像が伝来し、彫像も肖像画と同様に束帯・冠姿で、右手に笏を持つ。永慶寺の吉保夫妻像とほぼ同一の像容・法量であり、肖像画とも共通性が見られることから、彫像制作の際に吉保肖像が参考にされた可能性が指摘される。
本像は吉保が正徳元年（1711年）7月に制作し恵林寺に奉納した寿像で、恵林寺境内の柳沢吉保公廟所に安置される。前年の宝永7年（1710年）には甲府に永慶寺が落慶しており、8月10日には吉保が帰依した黄檗宗の僧・悦峯道章（えっぽうどうしょう）により開堂されている。隠居後の吉保が恵林寺の東方に宛てた書状では、吉保は自らの寿像が武田家ゆかりの恵林寺に奉納されることに対する喜びが記されており、この文中の寿像が恵林寺の吉保坐像にあたると考えられている。また、吉保が家臣の薮田重守に宛てた書状（豊田家史料）によれば、寿像が安置される堂宇は永慶寺の吉保夫妻像安置の堂宇を模して建てられたという。
正徳4年（1714年）に57歳で死去した吉保は菩提寺である甲府の永慶寺に埋葬されたが、享保9年（1724年）に柳沢氏が甲斐国から大和国郡山へ転封されると、永慶寺も吉保夫妻像ら什物とともに大和郡山へ移転された。これに際して、吉保は永慶寺から恵林寺に改葬される。
本像を制作した仏師・大下浄慶は京都七条仏所の康清の孫で、甲府八日町（甲府市中央）に居住していた。『甲斐国志』によれば、浄慶は恵林寺の武田不蔵尊を制作した人物で、吉保夫妻像は子の次郎右衛門とともに制作したという。翌宝永8年（1711年）3月に浄慶は法橋位に叙せられている。

## 武田不動尊

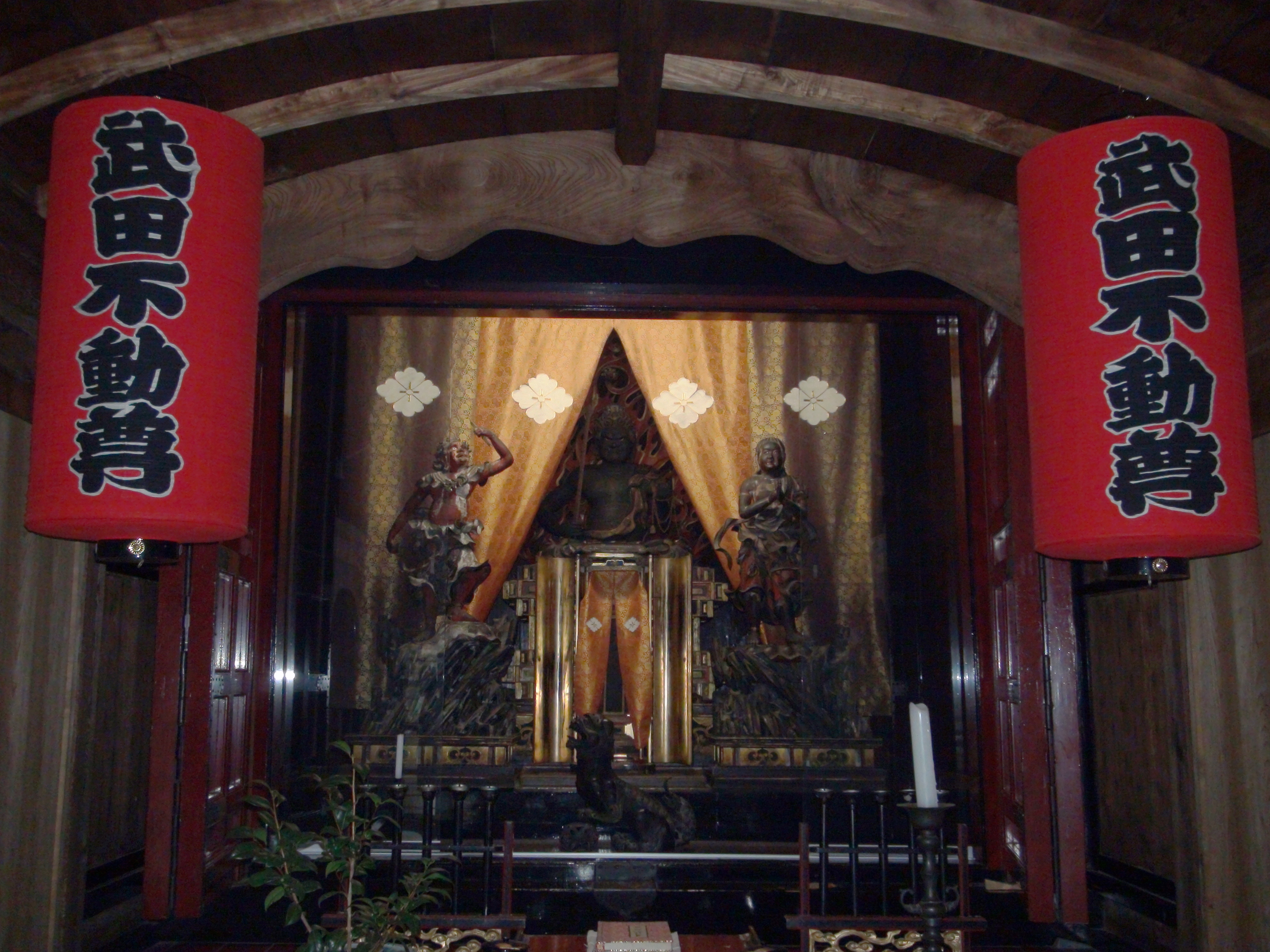
武田不動尊

武田信玄の菩提寺である恵林寺明王殿には武田不動尊と称される不動明王坐像及び二童子像が安置されている。
『甲陽軍鑑』『甲斐国志』巻七五に拠れば武田不動尊像は信玄が京から仏師の康清を招聘し、信玄と対面して彫刻させ、信玄自らの頭髪を焼いて彩色させたものであるという。現在では塗料が劣化し黒ずんでいるが、本来は不純物が少なく銀を混ぜた群青の塗料を2層塗っていたことが判明している。
像内は内刳りされ、像底には布張り漆塗の底板があることから、像内の空洞に像内納入品を納めている可能性も考えられていたが、X線写真による画像では確認されていない。
中尊の不動明王坐像は像高92.9センチメートル。胸前の条帛には金泥で武田家家紋である花菱文が描かれている。『軍鑑』『国志』では信玄の姿を写した像であるとする伝承が記されているが、武田不動尊は左手に索、右手に剣を持つ儀軌どおりの造形で、相貌も伝統的な不動明王像の表現であることが指摘されている。
仏師康清は本像以外に県内でいくつかの作品を残しており、大井俣窪八幡神社（山梨市）の旧蔵であると考えられている清水寺（山梨市）の勝軍地蔵像や、円光院（甲府市）の勝軍地蔵像・刀八毘沙門天像などが知られる。
劣化が進んでいるため2021年から東京芸術大学のチームにより修復と調査が行われている。調査結果やスキャンした映像から再構成した3Dモデルが公開される予定。

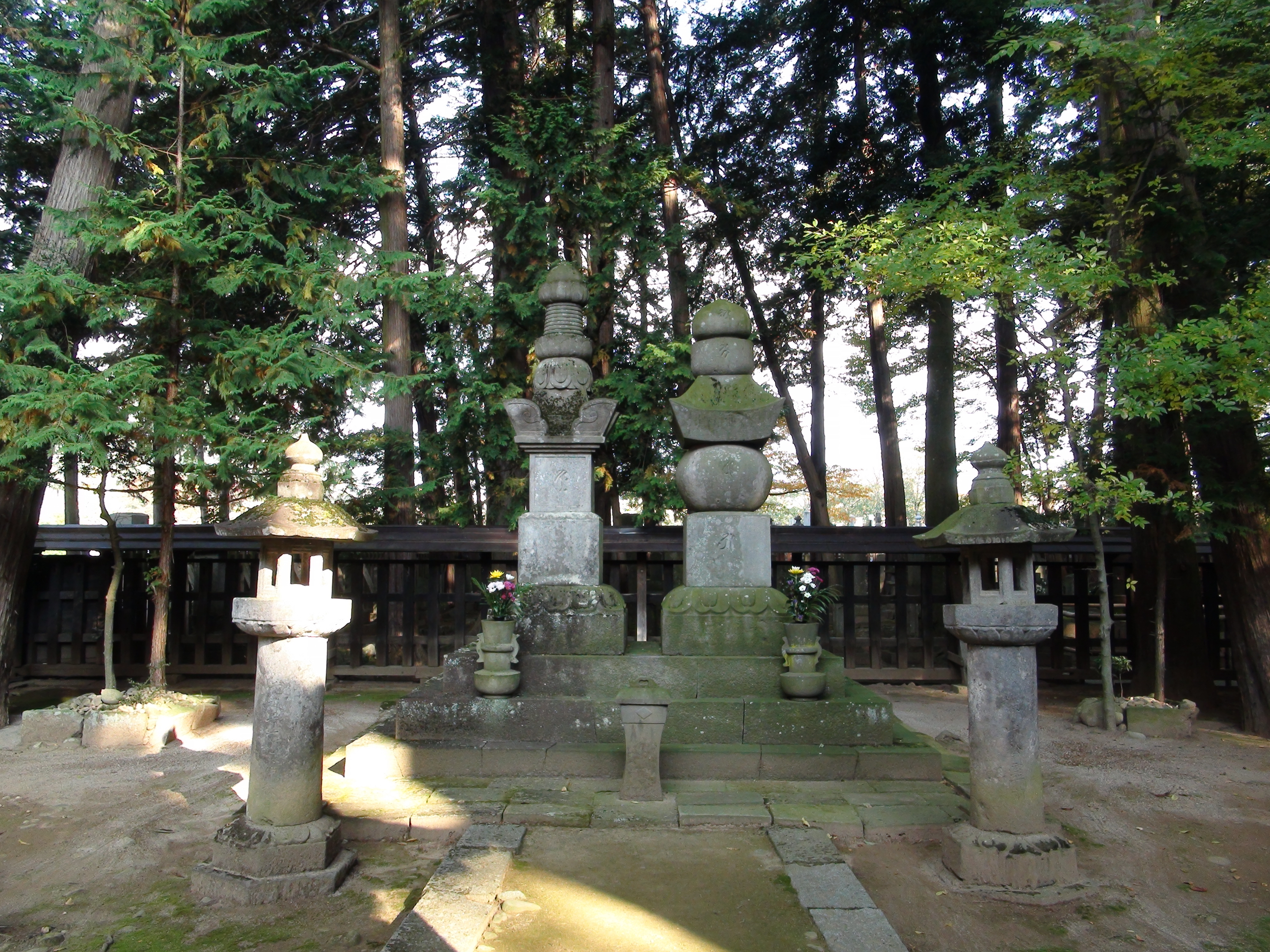
恵林寺武田信玄公墓所
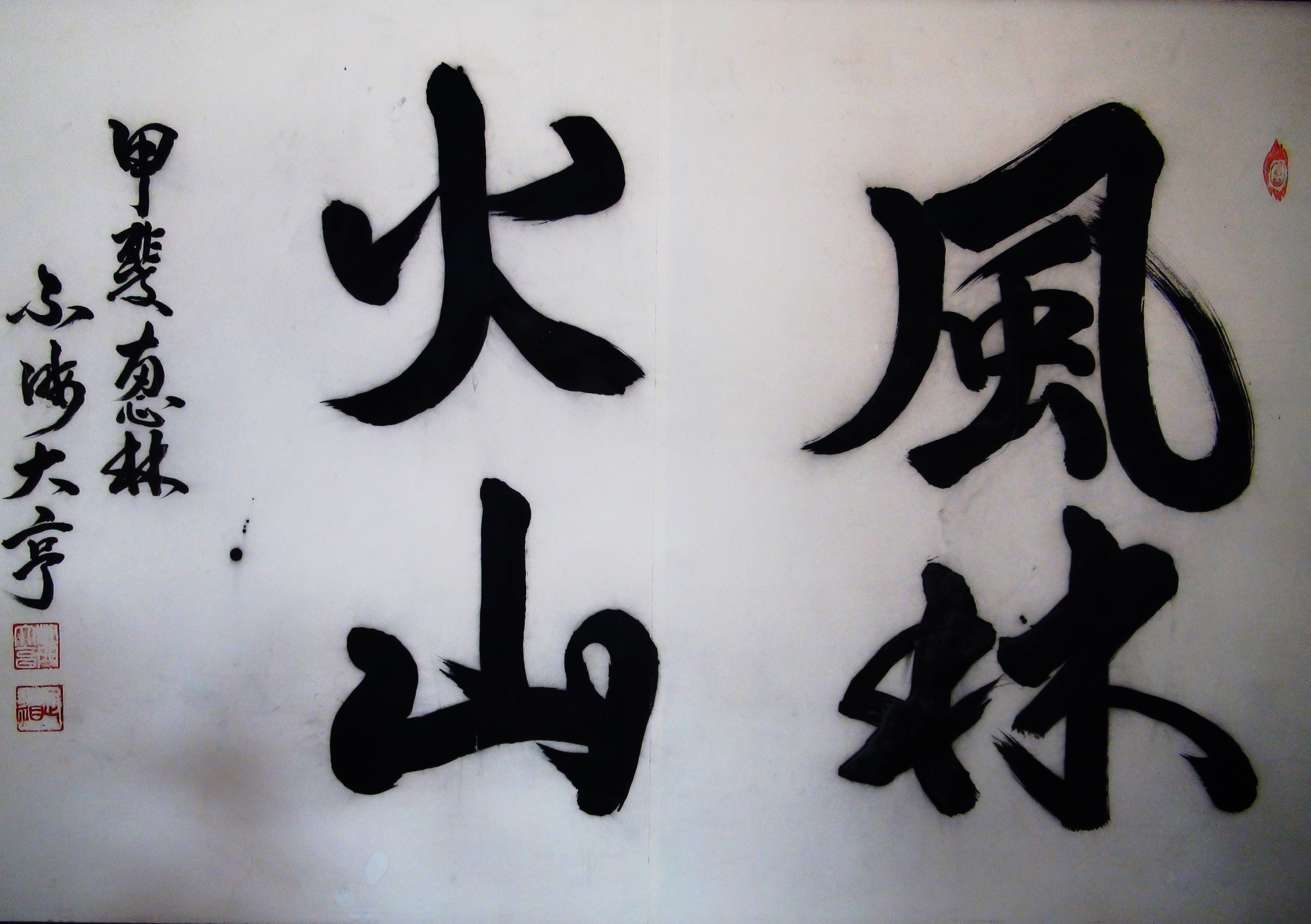
庫裏にある風林火山の屏風
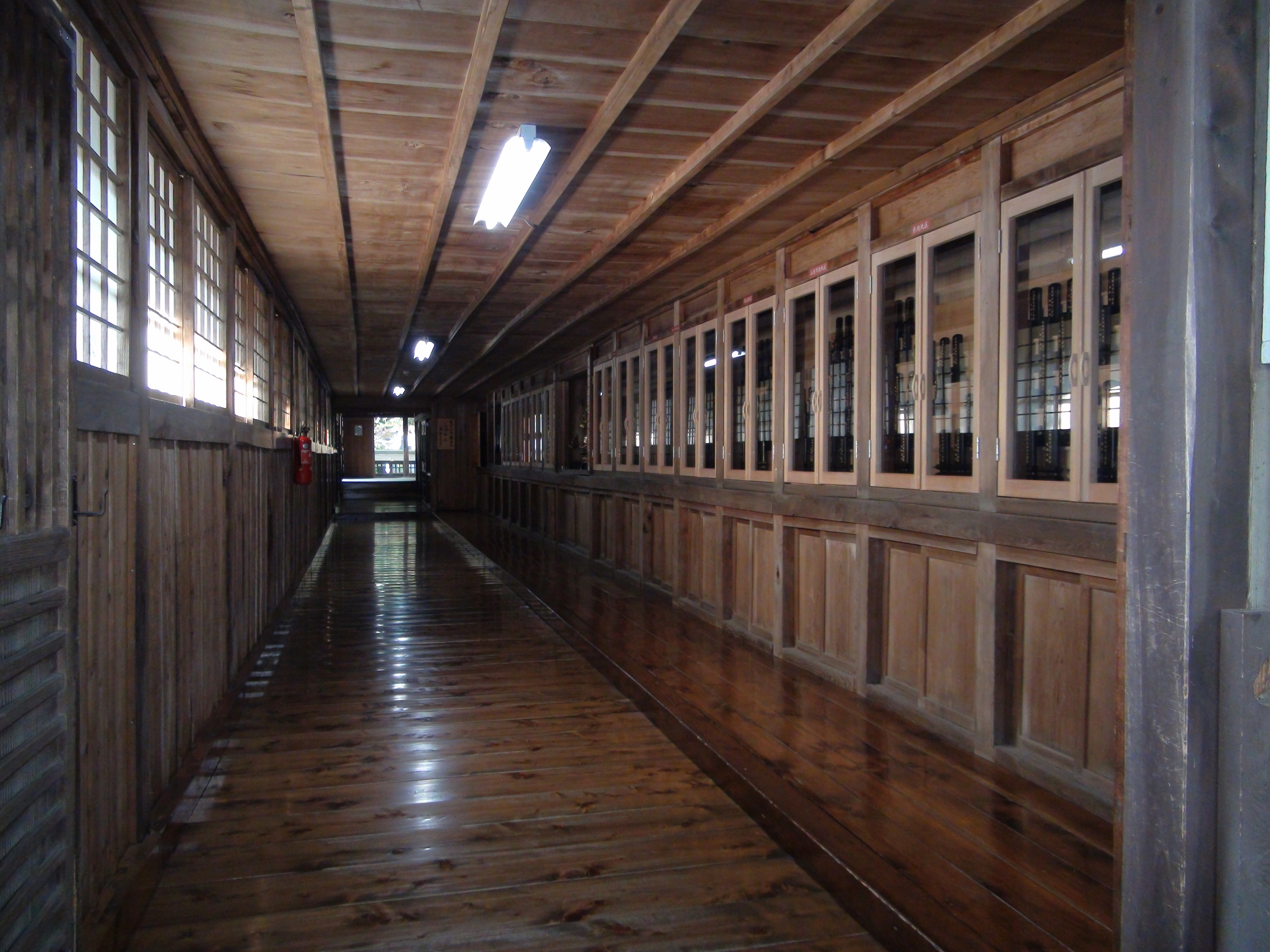
歩くと音がする鶯張りと呼ばれる外敵の侵入を拒む廊下

## アクセス
- JR中央本線塩山駅から
  - 甲州市市民バス西沢渓谷線・窪平線に乗車し「恵林寺」バス停で下車。
  - 甲州市市民バス下柚木線に乗車し「小屋敷」または「下藤木」バス停下車。ただし休日は運休。
- JR中央本線山梨市駅から
  - 山梨市営バス西沢渓谷線に乗車し「隼上」バス停で下車。
- 新宿駅から
  - 高速バス「甲州ワインライナー」に乗車し「恵林寺」バス停で下車。ただし平日は運休。

## 拝観について
- 8:30 - 16:30 拝観は有料、信玄公宝物館は別料金